# Martynowo (Kraj Ałtajski)
Martynowo (ros. Мартыново) – wieś w Rosji, w Kraju Ałtajskim, w rejonie jelcowskim. W 2010 liczyła 1290 mieszkańców.